# Неистребимый шпион
«Неистребимый шпион» (англ. Spy Hard) — комедия режиссёра Рика Фридберга 1996-го года. В главных ролях снялись Лесли Нильсен и Николетт Шеридан.

## Сюжет
Секретному агенту в отставке Дику Стилу (Лесли Нильсен), также известному как агент WD-40, после встречи со своим бывшим коллегой, агентом Стивом Бишопом снова приходится вернуться к работе. Он узнаёт, что его старый враг безумный генерал Рэнкор, в прошлом лишившийся по его вине обеих рук и теперь использующий механические, вернулся и планирует завоевать мир, а также что Рэнкор захватил агента Барбару Дал, дочь его трагически погибшей возлюбленной.
Дик знакомится с таинственной и обаятельной Вероникой Укрински (Николетт Шеридан) и со своим новым помощником-водителем по имени Кабул.
Дик первым находит профессора Укрински (отца Вероники), которого отчаянно разыскивает генерал Рэнкор, и вместе с Кабулом прячет его в доме агента МакЛаки. Однако оттуда профессора все-таки похищают люди генерала.
Дик, Вероника и Кабул отправляются на затерянный остров, где находится база Рэнкора. После продолжительной схватки на фоне готовящейся взлететь ракеты Дик спасает Барбару Дал и отправляет в космос пристегнутого к ракете генерала Рэнкора.

## В ролях
| Актёр            | Роль                         |
| ---------------- | ---------------------------- |
| Лесли Нильсен    | Дик Стил агент WD-40         |
| Николетт Шеридан | Вероника Укрински агент 3.14 |
| Чарльз Дёрнинг   | директор                     |
| Марша Гей Харден | мисс Чивас                   |
| Барри Боствик    | Норм Колман                  |
| Энди Гриффит     | генерал Рэнкор               |
| Элиа Баскин      | профессор Укрински           |
| Стефани Романов  | Виктория / Барбара Дал       |

### Камео
В эпизодах фильма несколько раз появляются известные люди: Мистер Ти в роли безумного пилота вертолёта, Пэт Морита в роли официанта, Халк Хоган в роли самого себя и Рэй Чарльз в роли водителя автобуса. Также в сцене крушения автобуса можно увидеть Майкла Берримана.

## Пародируемые фильмы
- «Один дома»
- «Правдивая ложь»
- «Криминальное чтиво»
- «Парк юрского периода»
- «Скорость»
- «Действуй, сестра»
- «Никогда не говори «никогда»»
- «Шаровая молния»
- «Скалолаз»
- «Терминатор 2: Судный день»
- «Инопланетянин»
- «Бутч Кэссиди и Санденс Кид»
- «Привидение»
- «Аполлон-13»
- «Миссия невыполнима»
- «На линии огня»